# 838 هـ
838 هـ هي سنة في التقويم الهجري امتدت مقابلةً في التقويم الميلادي بين سنتي 1434 و1435.

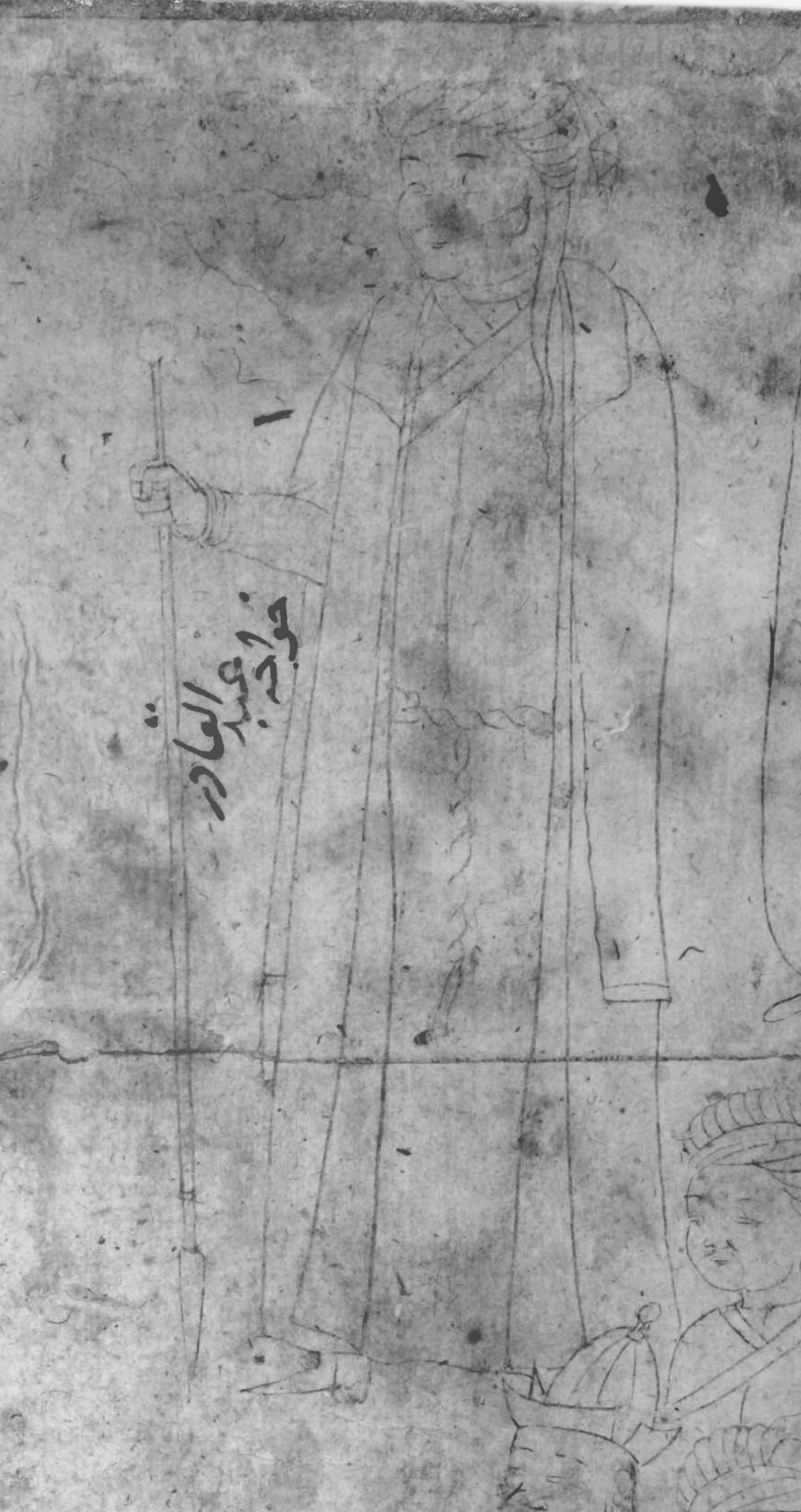
عبد القادر المراغي

## مواليد
- أبو الحسن الأشموني
- خالد بن عبد الله الأزهري
- محمد بن علي ابن أبي جمهور

## وفيات
- عبد القادر المراغي